# Trzebów (powiat żagański)
Trzebów – wieś w Polsce położona w województwie lubuskim, w powiecie żagańskim, w gminie Żagań.
W latach 1975–1998 miejscowość należała administracyjnie do województwa zielonogórskiego.